# Loures
Loures là một huyện thuộc tỉnh Lisboa, Bồ Đào Nha. Huyện này có diện tích 169 km², dân số thời điểm năm 2001 là 199059 người.